# Elecciones estatales de Durango de 1986
Las elecciones estatales de Durango de 1986 se llevaron a cabo el domingo 6 de julio de 1986, y en ellas se renovaron los siguientes cargos de elección popular en el estado mexicano de Durango:
- Gobernador de Durango. Titular del Poder Ejecutivo del estado, electo para un periodo de seis años no reelegibles en ningún caso, el candidato electo fue José Ramírez Gamero.
- 39 ayuntamientos. Compuestos por un Presidente Municipal y regidores, electos para un periodo de tres años no reelegibles para el periodo inmediato.
- Diputados al Congreso del Estado. Electos por mayoría relativa en cada uno de los Distrito Electorales.

## Resultados electorales

### Gobernador
| Partido        | Partido                                     | Candidato      | Candidato                  | Votos   | Porcentaje |
| -------------- | ------------------------------------------- | -------------- | -------------------------- | ------- | ---------- |
|                | Partido Acción Nacional                     |                | Rodolfo Elizondo Torres    | 90 622  | 34.2       |
|                | Partido Revolucionario Institucional        |                | José Ramírez Gamero Hecho  | 158 305 | 59.8       |
|                | Partido Auténtico de la Revolución Mexicana |                | Óscar M. Ramírez           | 784     | 03         |
|                | Partido Demócrata Mexicano                  |                |                            | 379     | 0.1        |
|                | Partido Mexicano de los Trabajadores        |                |                            | 818     | 0.3        |
|                | Partido Popular Socialista                  |                | Benito Arredondo Navarrete | 1 932   | 0.7        |
|                | Partido Revolucionario de los Trabajadores  |                | Félix Fraire Castaños      | 5 152   | 1.9        |
|                | Partido Socialista de los Trabajadores      |                | Mónico Rentería Medina     | 2 812   | 1.1        |
|                | Partido Socialista Unificado de México      |                |                            | 3 933   | 1.5        |
| Nulos          | Nulos                                       | Nulos          | Nulos                      | 0       | 0.0        |
| No registrados | No registrados                              | No registrados | No registrados             | 0       | 0.0        |

Fuente: Instituto de Mercadotecnia y Opinión

### Municipios
| Partido/Alianza | Partido/Alianza                             | Municipios |
| --------------- | ------------------------------------------- | ---------- |
|                 | Partido Acción Nacional                     | 1          |
|                 | Partido Revolucionario Institucional        | 37         |
|                 | Partido Auténtico de la Revolución Mexicana | 0          |
|                 | Partido Demócrata Mexicano                  | 0          |
|                 | Partido Mexicano de los Trabajadores        | 0          |
|                 | Partido Popular Socialista                  | 0          |
|                 | Partido Revolucionario de los Trabajadores  | 0          |
|                 | Partido Socialista de los Trabajadores      | 0          |
|                 | Partido Socialista Unificado de México      | 0          |

Fuente: Instituto de Mercadotecnia y Opinión